# Hampshire Championships
Die Hampshire Championships waren offene internationale Meisterschaften im Badminton in England. Sie waren eines der bedeutendsten internationalen Badmintonturniere in der Anfangszeit des Sports seit dem ersten Jahrzehnt des 20. Jahrhunderts. Erstmals wurden sie 1906 ausgetragen. Mit der Ausbreitung des Sports über alle Kontinente verloren die Titelkämpfe in den 1960er Jahren an internationaler Bedeutung.

## Sieger
| Saison    | Herreneinzel       | Dameneinzel       | Herrendoppel                            | Damendoppel                         | Mixed                                  |
| --------- | ------------------ | ----------------- | --------------------------------------- | ----------------------------------- | -------------------------------------- |
| 1906      | nicht ausgetragen  | nicht ausgetragen | George Alan Thomas Albert Davis Prebble | Ethel Thomson Meriel Lucas          | Stewart Marsden Massey Mary K. Bateman |
| 1907      | George Alan Thomas | nicht ausgetragen | Frank Chesterton Stewart Marsden Massey | G. L. Murray Meriel Lucas           | Frank Chesterton Meriel Lucas          |
| 1908      | Frank Chesterton   | nicht ausgetragen | George Alan Thomas Albert Davis Prebble | G. L. Murray Meriel Lucas           | George Alan Thomas Hazel Hogarth       |
| 1909      | Frank Chesterton   | nicht ausgetragen | George Alan Thomas Albert Davis Prebble | G. L. Murray Meriel Lucas           | Frank Chesterton Meriel Lucas          |
| 1910      | George Alan Thomas | nicht ausgetragen | Edward Hawthorn Guy Sautter             | Mary K. Bateman Margaret Larminie   | Frank Chesterton Meriel Lucas          |
| 1911      | George Alan Thomas | nicht ausgetragen | Edward Hawthorn Guy Sautter             | Dora Boothby Lavinia Clara Radeglia | Albert Davis Prebble Dora Boothby      |
| 1912 1929 | keine Daten        | keine Daten       | keine Daten                             | keine Daten                         | keine Daten                            |
| 1930      | W. Basil Jones     | Margaret Tragett  | P. D. MacFarlane Frank Hodge            | Marjorie Barrett W. T. Sainsbury    | Donald C. Hume Betty Uber              |
| 1931 1933 | keine Daten        | keine Daten       | keine Daten                             | keine Daten                         | keine Daten                            |
| 1934      | Ralph Nichols      | Leoni Kingsbury   | Ralph Nichols Leslie Nichols            | Marjorie Henderson Thelma Kingsbury | Donald C. Hume Betty Uber              |
| 1935      |                    |                   |                                         | Diana Doveton Betty Uber            |                                        |
| 1936      |                    | Thelma Kingsbury  | Ralph Nichols S. C. Jackson             | Diana Doveton Betty Uber            | Donald C. Hume Betty Uber              |
| 1937 1948 | keine Daten        | keine Daten       | keine Daten                             | keine Daten                         | keine Daten                            |
| 1949      | Noel B. Radford    | Queenie Allen     | David Choong Noel B. Radford            | Betty Uber Queenie Allen            | David Choong N. F. Hastings            |
| 1950      | nicht ausgetragen  | Queenie Allen     | J. E. Foster K. E. Foster               | K. M. Henderson Mimi Wyatt          | J. H. Lawton-Smith Betty Grace         |
| 1951 1955 | keine Daten        | keine Daten       | keine Daten                             | keine Daten                         | keine Daten                            |
| 1956      | Tom Wingfield      | G. Parnell        | Tom Wingfield Ciro Ciniglio             | K. M. Henderson Betty Grace         | Ciro Ciniglio Ruth Page                |
| 1957      | G. H. King         | J. Adams          | G. H. King Ciro Ciniglio                | Sylvia Ripley Ruth Page             | Ciro Ciniglio Ruth Page                |
| 1958      | Oon Chong Jin      | June Timperley    | Oon Chong Jin K. C. Carpenter           | Sylvia Ripley G. G. Guntrip         | Oon Chong Jin Audrey Stone             |
| 1959 1979 | keine Daten        | keine Daten       | keine Daten                             | keine Daten                         | keine Daten                            |
| 1980      | Gary Scott         | Pamela Hamilton   | Martin Dew Ray Rofe                     | Suzanne Martin Hazel Wickson        | Tim Stokes Kathy Tredgett              |
| seit 1981 | keine Daten        | keine Daten       | keine Daten                             | keine Daten                         | keine Daten                            |